# المنسي (حيفا)
المنسي هي قرية فلسطينية مهجرة منذ عام 1948

## التسمية
أصل التسمية يعود إلى اسم أحد الأولياء الصالحين المتصوفين والملقب بـ «المنسي» الذي حفر عينًا في تلك المنطقة سميت باسمه، فتقربًا منه أطلق اسمه على المنطقة المحيطة به، والتي ضمت بيوتًا متناثرة كانت بمثابة النواة للقرية.

## التاريخ

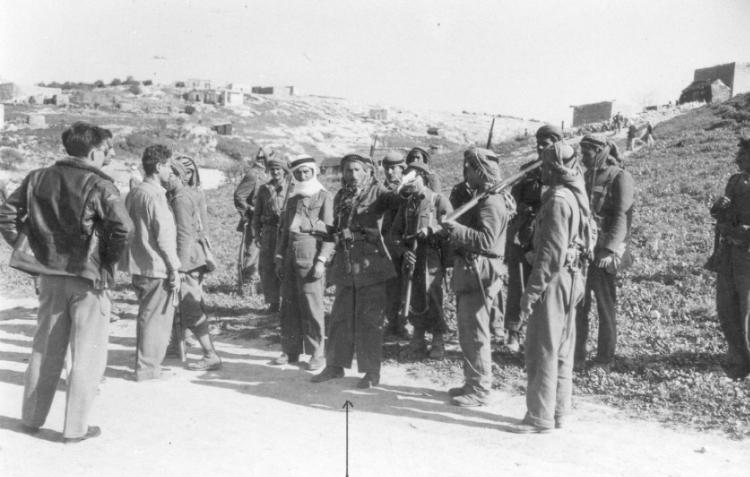
مهدي صالح، أحد قادة جيش الإنقاذ العربي أثناء الهجوم على مشمار هعيمق، 1948. أدت خسارة جيش الإنقاذ لمعركة مشمار هعيمق إلى احتلال العديد من القرى من بينها قرية المنسي

تحركت وحدات من البلماح ليل 12 - 13 نيسان \ أبريل 1948 نحو قرية المنسي واحتلتها، فضلا عن قرية النغنغية. وكانت القوات الصهيونية اشتبكت منذ 4 نيسان \ أبريل في معركة مع جيش الإنقاذ العربي بشأن مستعمرة مشمار هعيمك المجاورة. تسللت القوات الصهيونية إلى المنسي قبل بضعة أيام، في 9 نيسان \ أبريل، وتبادلت إطلاق النار مع المدافعين عنها. وصرح قائد جيش الإنقاذ العربي، فوزي القاوقجي أن قواته انسحبت إلى القرية عصر 11 نيسان \ أبريل بعد تعرضها لهجوم يهودي عنيف مضاد. وعندما اقترح جيش الإنقاذ وقف إطلاق النار رفض قادة الهاغاناه العرض وقرروا شن هجوم مضاد شامل، فاحتلوا القرى المجاورة وخربوها. ودمرت جميع منازل المنسي في الأيام التي تلت وهذا استناد إلى المؤرخ الإسرائيلي بني موريس. ومن المرجح أن يكون السكان هجروا الطوابير الإسرائيلية اخترقت منطقة المثلث من الناحية الشمالية الغربية، فاحتلت المنسي قرى أخرى. ومن الجائز أن يدل هذا على أن الهاغاناه لم تحافظ على وجود ثابت في القرية.

### اليوم
ما زالت بقايا المدرسة الابتدائية والمسجد ماثلة للعيان، وسط أجمة كثيفة من شجيرات الشوك والكرمة. ويشاهد في أرجاء الموقع بعض الأسس الباقية من أبنية القرية الدارسة، والمحاطة بأكوام الأنقاض. وثمة الكثير من نبات الصبار والأشجار. ويحتل كيبوتس مدراخ عوز الزراعي جزءا من الأراضي المجاورة، بينما يستعمل الجزء الباقي لزراعة شجر الأفوكاتو، وتربية الدجاج والمواشي. بنيت مدراخ عوز بالقرب من موقع القرية في سنة 1952 ويقع جزء منها على أراضي القرية.

## السكان
كان في القرية عام 1922م 72 نسمة، وفي عام 1931م 467 نفرًا (230 ذكور و237 إناث) لهم 98 بيتًا. جلهم من المسلمين، بينهم 6 من النصارى (4 ذكور و 2 إناث). ويشمل هذا الإحصاء تعداد عرب بني سعيدان، عرب الظبايا وعرب بني غرة، وعرب العلاجمة.
وفي 1945م ارتفع عدد سكان القرية إلى 1200 نسمة: منهم 1180 مسلمًا و20 نصرانيًّا. حسب إحصائية الانتداب البريطاني لعام 1945م.

## الجغرافيا

### المساحة
تبلغ مساحتها 12,272 دونمًا، وتقع على حافة مرج ابن عامر، بين حيفا وجنين. منها 337 دونمًا للطرق والوديان. غرس الزيتون في 43 دونمًا، كما غرس في 200 دونم في أراضي عرب بني سعيدان. وفي عام 1938م بلغ عدد الدونمات المغروسة بالبرتقال في القرية 13 دونمًا.

### الموقع والحدود
تقع القرية على خط طول 35 شرقًا، وهي من أعمال حيفا،  حيث تبعد عنها 29 كم باتجاه جنوبي شرقي، ويمر خط جنين - حيفا من أراضيها. يحدها من الشمال نهر المقطع ومستعمرة الورقاني، ومن الشمال الغربي قرى الغبيات (الغبية الفوقا والغبية التحتا) ومستعمرة مشمار هعيمق، ومن الجنوب قرية اللجون، ومن الشرق عين المنسي وتل المتسلم، ومن الغرب قرية الكفرين.

### طبيعة الأراضي
يبلغ ارتفاع أراضي القرية السهلية عن مستوى سطح البحر 130م، ويمر من شمالها على بعد 5كم نهر المقطع (كيشون).
وتشكل المرتفعات التي تقع عليها القرية الامتداد الطبيعي للجبال الداخلية، حيث أُقيمت القرية على السفح الشرقي لجبل الكرمل المطل على مرج ابن عامر.
1- السهول :
تعتبر أراضي القرية السهلية جزءًا من مرج ابن عامر، المعروف بخصوبة تربته الحمراء، وقد كان أهالي القرية يزرعون هذه السهول بالقمح والشعير والسمسم والبطيخ والبقوليات.
2- الأودية :
يوجد بين مرتفعات القرية عدة أودية تتجه بصورة عامة من الجنوب إلى الشمال، وترفد جميعها نهر المقطع، خاصة في فصل الشتاء، وهذه الأودية هي:
- وادي حجيرة.
- وادي الرند.
- وادي عين الخلة.
- وادي طريمة.
- وادي الفرت.
- وادي مشرع الصفا.

إن جميع هذه الأودية يبدأ من جنوب غربي القرية، باستثناء وادي مشرع الصفا الذي يبدأ من شرقي القرية ويلتقي مع وادي القصيب.
3- الينابيع :
في أرض القرية ينابيع كثيرة هي:
- عين البياظة.
- عين الخلة.

وكلاهما في غربي القرية، وقد استعملت مياه عين الخلة لأغراض الشرب والأغراض المنزلية.
- عين الباشا.
- عين السمطات.
- عين انبوع.
- عين المشخة.
- بئر المدينة، وقد تم تركيب موتور عليه من أجل تزويد مدرسة القرية بالمياه.

إن جميع الينابيع المذكورة تقع في الشمال الغربي للقرية باستثناء عين انبوع فإنها تقع في شمال شرقي القرية.
4- المرتفعات :
وتتألف من صخور كلسية هشة، كثيرًا ما تتأثر بعوامل التعرية التي تحدثها السيول والأمطار والرياح. وجبال القرية تعتبر الامتداد الطبيعي لسلسلة جبال الكرمل، حيث أن القرية نفسها تقع على السفح الشرقي لجبل الكرمل. أما أهم المرتفعات في القرية فهي:
- ظهرة العاصي، وهي أعلى المرتفعات في القرية.
- ظهرة الملول، وتحيطها الحواكير المزروعة بجميع أنواع الأشجار المثمرة.
- تل الجحاش، وهو تل رملي، وقد اكتشفت به مواقع أثرية قديمة.
- الطنبورة، وهي مرتفع مستثمر زراعيًّا، ومشجر بالتفاح والعنب والخوخ والمشمش.
- جبل مدلج.
- ظهرة الشيخ عنيبان.
- ظهرة الشيخ أحمد.
- عرقان الحمام.

5- المقامات :
لا تكثر المقامات في القرية كما في بعض القرى... ولكنها لا تخلو منها.... ففي القرية مقام للولي أبي عرقوب في إحدى المغاور القديمة المحاطة بأشجار البلوط. وهذا المقام يوجد بالقرب من منزل الحاج حسن منصور.

## الاقتصاد
إن مرج ابن عامر من أخصب سهول فلسطين، وقرية المنسي المطلة عليه تعتبر من القرى الغنية بالمياه الجوفية فكثير من عيون الماء تتفجر في فصل الشتاء عدا العيون التي لا تجف في فصل الصيف كما أن بعض الأودية يطول فيها جريان الماء إلى ما بعد فصل الشتاء. وقد أحسن المواطنون استغلال طبيعة الأراضي التي تعود ملكيتها لهم. فكانوا يزرعونها بالقمح والشعير والسمسم والكرسنة والحلبة - كعلف للمواشي - وكذلك بالعدس والخضراوات والبطيخ والذرة.
أما أرض الجبل والمرتفعات فكانت تستغل بزراعة الأشجار المثمرة من التفاح واللوز والخوخ والمشمش والعنب والزيتون والتين.
لقد كانت المحاصيل تعتمد على مياه الأمطار، ولما كان المرج من الأراضي الخصبة فإنه غالبًا ما كان الإنتاج وفيرًا وجيدًا بالرغم من استعمال الآلات الزراعية البدائية والقديمة، التي تعتمد على الحيوانات في عملية الجر والحراثة. كما استفاد السكان من مياه الأودية بعمل بعض السدود الطينية المؤقتة من أجل الري، واستعملوا أيضًا الدورة الزراعية الثنائية في زراعتهم (صيفي وشتوي) مما ساهم في عدم إنهاك التربة أو استنزاف المواد العضوية بها. وقد كان المواطنون يدخرون مستلزماتهم الغذائية من القمح ومشتقاته والبقوليات لطيلة العام من أجل الاستهلاك، وجزء من المحصول يدخر من أجل الزراعة في العام القادم، والجزء الأكبر كان يباع في الأسواق خاصة في أسواق مدينة حيفا.
أما بخصوص النشاط الرعوي، فقد اهتم الأهالي بتربية المواشي والأبقار والاستفادة من لحومها وحليها وصوفها وجلودها... وقليلًا ما يبتعد الرعاة عن أراضي القرية أو القرى المجاورة نظرًا لتوفر الخصب والمياه، ليعودوا في المساء إلى القرية.
كما كان هناك اهتمامٌ بتربية الدواجن والطيور حيث كانت النسوة تشرفن عليها، بالإضافة إلى عملية حلب المواشي وعمل منتجات الحليب من الجبن واللبن والزبدة.. والاهتمام بالصوف من حيث غزله بعد أن ينتهي الرجال من عملية جز صوف المواشي الموسمية.

## البنية التحتية

### مساكن القرية
تعتبر القرية من القرى الحديثة نسبيًّا من حيث البناء، فأهل القرية جلهم من العشائر البدوية التي كانت تقطن بيوت الشعر، وكانت متنقلة ما بين أرض كركور - حيث تمتلك عشيرة بني سعيدان بعض الأراضي هناك - ووادي عارة، وخربة السركس، والمنسي. أو كما يقولون عن هذا التنقل «ما بين السهل والرمل»، ففي فصل الصيف يتم التوجه نحو منطقة «الرمل»، وفي فصل الشتاء نحو "السهل"، والمقصود بالسهل المنسي بأراضيها الواقعة على مرج ابن عامر... إلا أن التطورات الاقتصادية والاجتماعية والسياسية أثرت على سير الأمور التقليدي، وبدأت حياة الاستقرار تشكل السمة البارزة لهذه القبائل والعائلات التي أخذت تتجمع في البقعة الجغرافية المسماة «المنسي» على شكل بيوت متناثرة هنا وهناك. وفي غضون فترة زمنية قليلة اكتظت إحدى مناطق القرية المسماة «الخربة» بالمساكن المبنية من الطين والمسقوفة بأخشاب الأشجار والطين أيضًا، وقد شكل المواطنون من غير العشائر الأربعة الأكثرية في هذه المنطقة.
أما العشائر الأربع - التي كان يطلق عليها اسم «بنيها» - فقد أقامت مبانيها على سفوح وسهول القرية ، وقد كانت العشائر متداخلة في سكنها فلم تكن هنالك منطقة مخصصة لعشيرة أو عائلة بعينها سوى حارة كانت تدعى «حارة الحواشين». وكانت الملكيات محدودة وواضحة المعالم، وقليلًا ما كان يتم النزاع على حدود الأراضي بين أهالي القرية. وقد توزعت مساكن القرية بين الأشجار وبأشكال مختلفة ومن مواد مختلفة أيضًا، فمنها ما بني من الحصى والحجارة والإسمنت ومنها ما بني من الطين، منها المساكن الفسيحة ومنها المساكن المتواضعة، كما أن البعض كان يبني الحفش إلى جوار بيت الحجر.
وبشكل عام فقد صممت البيوت لتتناسب مع حاجات الأسرة الممتدة، التي كانت تجمع في السكن الواحد الوالدين وأبناءهما المتزوجين والعزاب والأحفاد أحيانًا، بحيث يشمل البناء أيضًا أمكنة لخزن المؤن ولحفظ الدواب والماشية في «حوش» واسع، أو قرب المساكت المخصصة للعائلة، بالإضافة إلى الطابون الذي يعتبر من ملحقات بعض البيوت، أو مكان لإيقاد النار والخبز على الصاج.
لم يكن في داخل هذه البيوت حمامات، أما الإنارة فقد كانت تعتمد على «السراج» الذي استعيض عنه بـ «اللامضة» مؤخرًا التي يستعمل فيها الكاز. أما «اللوكس» فكان يستعمل في المناسبات.
لقد كانت معظم البيوت تحتفظ بمؤنتها، خاصة من القمح، في خوابي خاصة بذلك، و«الخابية»: هي مكان لحفظ القمح وتصنع من الطين المجبول بقصل القمح، لها فتحة من أعلى لوضع المخزون، ولها فتحة صغيرة في مقدمتها من الأسفل، تغلق بخشبة لها يد في أعلاها لتسهيل عملية الفتح والإغلاق. وكان يتم طحن القمح أو الشعير بواسطة «جاروشة» وهي عبارة عن حجري رحى مستديرين يعلو أحدهما الآخر، وفي منتصف الحجر الدائري الأعلى فتحة لوضع القمح، وعلى جانب القرص الأعلى أيضًا مقبض خشبي لتسهيل إدارة القرص الأعلى بشكل دائري على القرص الأسفل، وكان هذا العمل من نصيب النساء، حيث يجلسن على الأرض بعد أن يفرشن قماشًا نظيفًا تحت الجاروشة، ويقمن بعملية طحن الحبوب، وكذلك العجن والخبز، إما على الطابون أو على الصاج.
وإذا كانت الخابية هي مكان حفظ القمح، فإن مؤونة البيت كانت تقتضي حفظ السمن أو الزيت في جرار فخارية أو تنك، أما ماء الشرب فكان يوضع في جرة أو زير من الفخار، وهذه أيضًا من المهمات النسائية.
ومع بداية الثلاثينات من القرن العشرين خفَّ استعمال الجاروشة لطحن حبوب القمح حيث أقيمت في القرية مطحنة كبيرة لطحن الحبوب، نظرًا للمحصول الوفير من القمح، وكانت هذه المطحنة تلبي احتياجات القرى المجاورة أيضًا.

### الشوارع والطرق
في القرية عدة طرق زراعية - ترابية وهناك طريق واحد معبد يمر من أراضي القرية هو: شارع حيفا - جنين، وهو يصل قرية المنسي / عرب البنيها من أعمال حيفا بقرية عين المنسي من أعمال جنين وبقرى الغبيات أيضًا. وهناك ثلاث طرق زراعية تصل القرية بـ أم الفحم، وطريق زراعي يوصل إلى قرية عين المنسي، وشبكة طرق زراعية مختلفة تمر عبر أراضي القرية، أهمها شارع المدرسة الذي يبدأ من عند مطحنة الحبوب مارًّا بالمدرسة ليتفرع بعد ذلك غربًا اتجاه المساكن الواقعة هناك. أما وسائل المواصلات فكانت الحيوانات من حمير وبغال وخيل، والحنطور وهو عربة تجرها الخيول، ومع أربعينات القرن العشرين أصبح في القرية جرارات زراعية، وشاحنة (اترك) كان يملكها حسن علي حسن الجندي.

### الحواكير
إن كل بيت في القرية - باستثناء منطقة «الخربة» المزدحمة بالمباني الطينية - يكاد يكون له «حاكورة»، وهي قطعة أرض ملحقة بالبيت، تزرع بها الأشجار المثمرة وأصناف معينة من الخضراوات بغرض الاستهلاك، كما كان يتم تربية الدواجن والطيور في جزء من الحاكورة، ليتم الاستفادة من لحومها وبيضها. بالإضافة إلى الاستفادة من النباتات البرية في الغذاء أو الدواء، مثل الخبيزة واللوف والبقلة والفطر والميرامية والبابونج وغيرها.
كذلك يوجد في القرية مقبرة، تقع شرقي المدرسة، وغرب بئر المدينة، وهي أراضي تابعة للأوقاف الإسلامية، بها مجموعة من القبور الفردية.
كذلك يوجد للقرية مسجد ذو بناء حديث، ترتفع منه مئذنة عالية ويقع على أرض للأوقاف الإسلامية في المنطقة الغربية لـ «خربة المنسي» - شرقي وادي حجيرة.

## أعلام
- عبد الله حسين منصور، (17 نوفمبر 1942 - 28 نوفمبر 2015) شاعر ومحترف إعلامي.
- نواف ساري ابو شحرور "ابو غازي"، قائد فصيل الجزار الشهير التابع للمجاهد يوسف أبو درة. قاد ابو غازي عدة معارك مع فصيله خلال الثورة الفلسطينية الكبرى (1936-1939) و من اهمها معركة سجن عتليت التي أسفرت عن تحرير اسرى الثورة المحجتزين.[4]
- حمزة عباس منصور، سياسي أردني وكان الأمين العام لجماعة الاخوان المسلمين في الأردن.